# Viggiano
Pour l’article homonyme, voir Viggiano (Italie).

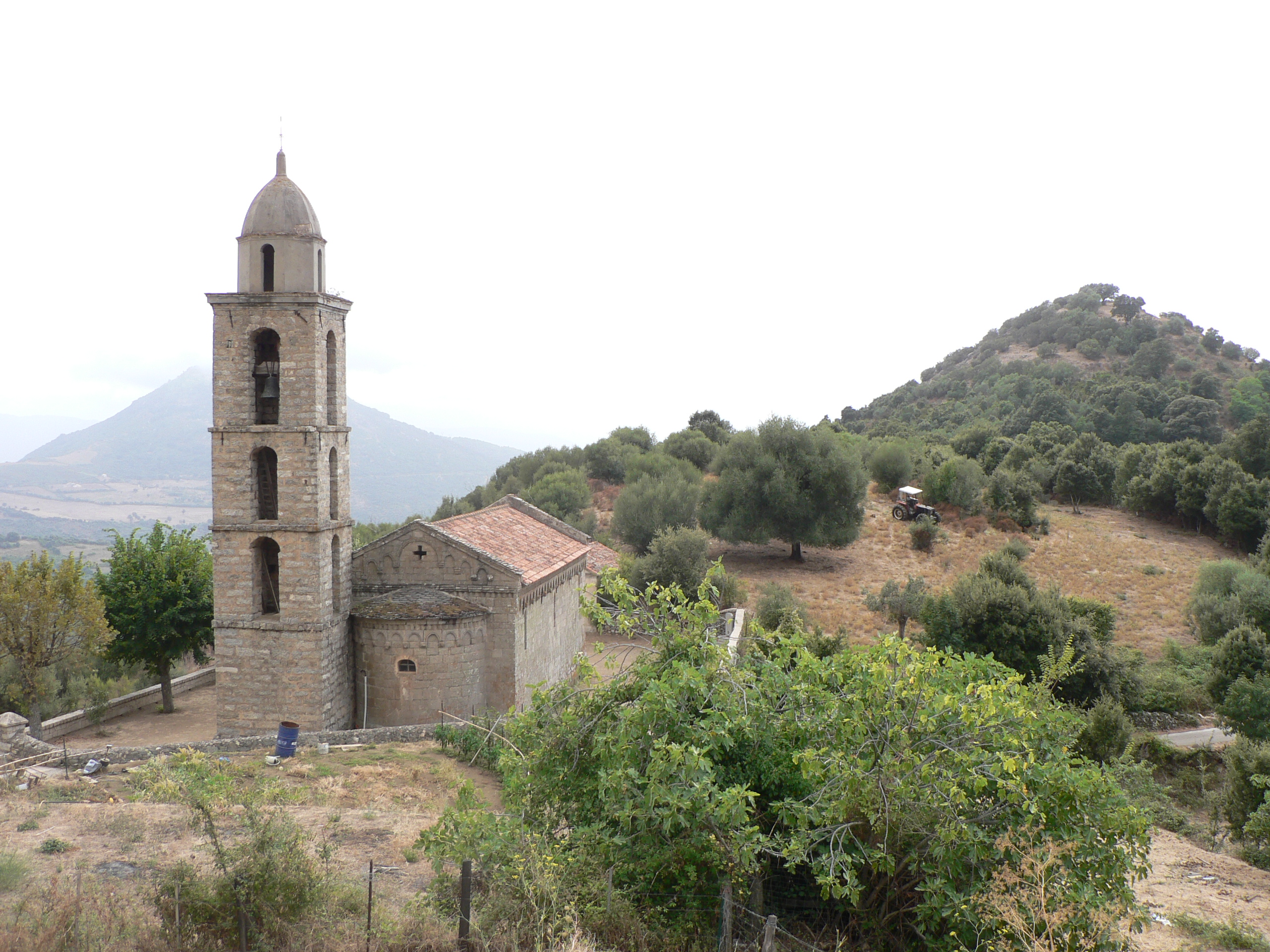
Santa Maria Assunta, paroisse de Vigheni, commune de Santa Maria Ficaniedda.

Viggiano (en corse Vighjanu /viˈɟanu/) est une ancienne piève de Corse. Située dans le sud de l'île, elle relevait de la province de Sartène sur le plan civil et du diocèse d'Ajaccio sur le plan religieux.

## Géographie
Viggiano est une piève occupant la rive gauche de la vallée du Baraci.
Au XVIe siècle vers 1520, elle avait pour lieux habités :
- Fusani : Fozzano ;
- Ficaniella : Figaniella, hameau de Santa-Maria-Figaniella ;
- Santa Maria : Santa-Maria-Figaniella ;
- li Poldachi : Paldacci, hameau ruiné situé 200 mètres au sud-ouest de Santa-Maria-Figaniella ;
- Vigianello : Viggianello ;
- l’Arbigialli : Arbellara.

La piève de Viggiano désigne, dans le sens des aiguilles d'une montre, les territoires des communes de :
- Santa-Maria-Figaniella ;
- Fozzano ;
- Arbellara ;
- Viggianello ;
- Propriano, excepté la partie correspondant à l'ancienne commune de Tivolaggio (englobée en 1974), qui appartient à la piève de Sartène.

Les pièves limitrophes de Viggiano sont :